# Hospital São Francisco de Assis (Santo Amaro da Imperatriz)
A Sociedade Hospitalar São Francisco de Assis ou Hospital São Francisco de Assis localizado no município catarinense de Santo Amaro da Imperatriz e fundado em 11 de novembro de 1951, atende parte da região da grande Florianópolis, além de outros municípios do interior do estado.

## História
Tudo começou no ano de 1910 sob a administração das Irmãs da Divina Providência, com uma pequena Farmácia e com prestação de serviços de enfermagem ambulante, que foi salientada a necessidade de se criar um local de atendimento aos necessitados. Foi então que foi criado o "Hospital Santa Teresinha", assim denominado pelas Irmãs, o qual era constituído por uma pequena sala para emergência e curativos, com apenas dois leitos. Este foi o primeiro passo para a iniciativa de fundação do Hospital São Francisco de Assis.
Foi assim que, anos depois, mais especificamente em 11 de novembro de 1951, diversas lideranças do município de Santo Amaro da Imperatriz lideradas pelo então pároco Pe. Frei Fidêncio Feldmann, fundaram a Sociedade Hospitalar São Francisco de Assis.
Mas somente em 12 de agosto de 1956 foi lançada a pedra fundamental do prédio aonde viria a funcionar o hospital. Este prédio é o mesmo utilizado até os dias atuais, sofrendo algumas reformas e ampliações ao longo dos anos. 
Dentre as ampliações, pode-se destacar a construção de uma nova ala na década de 1980, o que possibilitou a criação de uma maternidade, inaugurada em 28 de novembro de 1990. Outro destaque também para o setor de emergência, inaugurado em 23 de novembro de 1992.
Alegando falta de efetivo e de serviços 24 horas, no dia 16 de novembro de 2013 o Hospital fechou a sua emergência. Dias depois, após intervenção da administração municipal, a emergência é reaberta.

## Administração
- Presidente: Flávio Cesar Esser
- Diretor Administrativo: Ana Júlia Alves de Faria
- Diretor Clínico: Robson Pereira do Amaral
- Diretor Técnico: Fernão Bittencourt Cardozo
- Enfermeira Chefe: Mársia Ivete Christoffen